# Glenea annulicornis
Glenea annulicornis é uma espécie de besouro da família Cerambycidae. Foi descrito por Bernhard Schwarzer em 1925.